# Jeorjos Igumenakis
Jeorjos Igumenakis (Γεώργιος Ηγουμενάκης, George Higoumenakis, ur. 26 sierpnia 1895 w Apóstoloi, zm. 27 grudnia 1983) – grecki lekarz dermatolog.
Urodził się w wiosce Apóstoloi w nomosie Iraklion na Krecie. Studiował medycynę w Szkole Medycznej Narodowego Uniwersytetu w Atenach. Po ukończeniu studiów postanowił specjalizować się w dermatologii, i wyjechał w tym celu do Francji, gdzie uczył się u Gastona Miliana w Szpitalu św. Ludwika.
W 1930 ożenił się z Alkmini Meїmaridou, mieli troje dzieci: Nikosa, Konstatina i Helenę. Konstantin również został dermatologiem, obecnie jest emerytowanym profesorem dermatologii na Ateńskim Uniwersytecie.
W 1927 roku opisał objaw kiły, znany obecnie jako objaw Higoumenakisa.